# 彭城镇 (邯郸市)
彭城镇，是中华人民共和国河北省邯郸市峰峰矿区下辖的一个乡镇级行政单位。

## 行政区划
彭城镇下辖以下地区：
彭西社区、彭东社区、新华社区、三和西社区、联西社区、彭北社区、河泉北社区、三和东社区、联东社区、太行社区、河泉南社区、富田村、联合村、新华村、河泉村、沙果园村、吝家庄村、豆腐沟村、羊角铺村、王庄村、羊台村、常范村、新村、北新村、张家楼村、三和村、韩庄村和炉上村。